# Pour l'honneur de la patrie
Pour l'honneur de la patrie est l'hymne national nigérien depuis 2023.

## Création
Le Niger, ancienne colonie française, devient un pays indépendant en 1960. L'année suivante, le pays adopte La Nigerienne comme hymne national. En 2019, le président Mahamadou Issoufou annonce son intention de remplacer l'hymne, craignant que ses paroles n'expriment une certaine gratitude envers l'ancienne puissance coloniale. Un comité est alors mis en place pour réfléchir à l'hymne existant et trouver un nouvel hymne si nécessaire. 
En mars 2023, les autorités annoncent que ce changement d'hymne reflète l'idée que « Le Niger est un nouveau pays » mais aussi afin de ne pas porter atteinte à l'histoire millénaire du pays, en se concentrant donc davantage sur les thèmes du patriotisme et de la démocratie. Le 22 juin 2023, le parlement nigérien adopte L'honneur de la patrie comme nouvel hymne du pays en remplacement de La Nigérienne.
Le compositeur de l'hymne, Hamadou Sani, qui a rejoint la ligue d'experts pour composer la nouvelle mélodie, déclare que l'hymne a été composé pour refléter les sentiments patriotiques et que « donc il y a le côté panafricaniste de notre hymne parce qu'on appartient à un continent qu'on appelle l'Afrique ».